# Миллер, Кристофер Чарльз
Кристофер Чарльз Миллер (англ. Christopher Charles Miller; род. 15 октября 1965, Платвилл) — американский военный и государственный деятель, исполняющий обязанности министра обороны США (2020—2021).

## Биография
В 1987 году получил степень бакалавра по истории в Университете Джорджа Вашингтона, позднее — степень магистра по национальной безопасности в Военно-морском колледже (Ньюпорт). В 1983 году начал военную службу пехотинцем в резерве, также служил военным полицейским в Национальной гвардии округа Колумбия. В 1987 году получил офицерское звание, в 1993 году переведён в подразделение сил специального назначения. В составе 5-й группы сил специального назначения в 2001 году участвовал в боевых операциях в Афганистане, с 2003 года — в Ираке. Уволившись из вооружённых сил, работал в неназванной частной военной компании, занимаясь секретными спецоперациями и разведкой в интересах Министерства обороны США.
С марта 2018 по декабрь 2019 года являлся специальным помощником президента США и затем старшим директором по борьбе с терроризмом и транснациональным угрозам в Совете национальной безопасности. В начале 2020 года назначен заместителем помощника министра обороны по специальным операциям.
В августе 2020 года возглавил Национальный контртеррористический центр.
9 ноября 2020 года президент Трамп сообщил в своём Твиттере об увольнении министра обороны Марка Эспера и назначении исполняющим обязанности министра обороны Кристофера Миллера.
Одновременно произведено несколько других назначений. В частности, исполняющим обязанности помощника министра обороны по политическим вопросам назначен бригадный генерал в отставке Энтони Тата — романист и комментатор телекомпании Fox News, называвший президента Обаму «лидером террористов» (он был номинирован президентом Трампом ещё летом, но не прошёл процедуру утверждения Сенатом из-за исламофобских высказываний в Твиттере).